# Mirabella Eclano
Mirabella Eclano község (comune) Olaszország Campania régiójában, Avellino megyében.

## Fekvése
A megye északkeleti részén fekszik. Határai: Apice, Bonito, Calvi, Fontanarosa, Grottaminarda, Sant’Angelo all’Esca, Taurasi, Torre Le Nocelle és  Venticano.

## Története
Az ókori szamnisz Aeclanum helyén épült ki. Első írásos emléke 1340-ből származik. A következő századokban nemesi birtok volt. A 19. században nyerte el önállóságát, amikor a Nápolyi Királyságban felszámolták a feudalizmust.

## Népessége
A népesség számának alakulása:

## Főbb látnivalói
- San Bernardino-templom
- San Francesco-templom
- Santa Maggiore-templom